# Saint-André-Lachamp
 Saint-André-Lachamp  là một xã ở tỉnh Ardèche, vùng Auvergne-Rhône-Alpes ở đông nam nước Pháp.